# Veľké Vozokany
Veľké Vozokany (in ungherese Nagyvezekény) è un comune della Slovacchia facente parte del distretto di Zlaté Moravce, nella regione di Nitra.